# エリエゼル・ベン・イェフダー

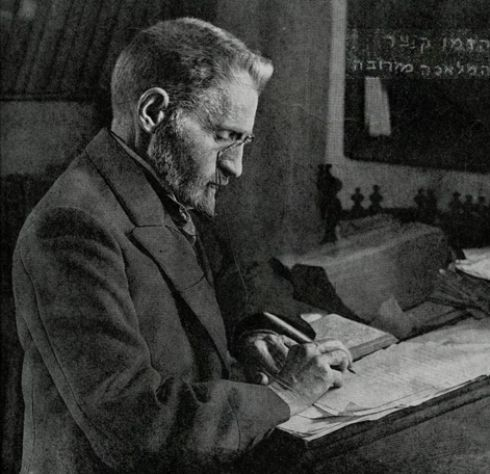
エリエゼル・ベン・イェフダー

エリエゼル・ベン・イェフダー（ヘブライ語: אֱלִיעֶזֶר בֶּן־יְהוּדָה‎, ’Eli‘ezer bēn Yәhūdhāh, 1858年1月7日 - 1922年12月16日）は現代ヘブライ語復活の中心人物。ロシア帝国からパレスチナに移り住み、ほぼ独力でヘブライ語を話し言葉として現代に復活させた。彼は幼い頃にヘブライ語に翻訳されたロビンソン・クルーソーを読んで衝撃を受けたといわれる。
元の名前は、エリエゼル・イツハク・ペレルマン（Eliezer Yitzhak Perelman）であったが、彼は自分の名前もヘブライ語にした。ベン・イェフダとは「ユダの子」（ユダヤ「ヤコブの子ユダ」が元、西岸南部）という意味である。彼の息子ベン・ツィオンは生まれて数年間はヘブライ語のみで教育され、約二千年ぶりにヘブライ語を母語として話す最初の人物となった。古代の言葉が復活して日常的に使われるようになったのは歴史上唯一の出来事である。ベン・イェフダーが編纂を始めた全17巻からなるヘブライ語大辞典は、彼の死後に完成した。

## 生涯

### 生い立ち

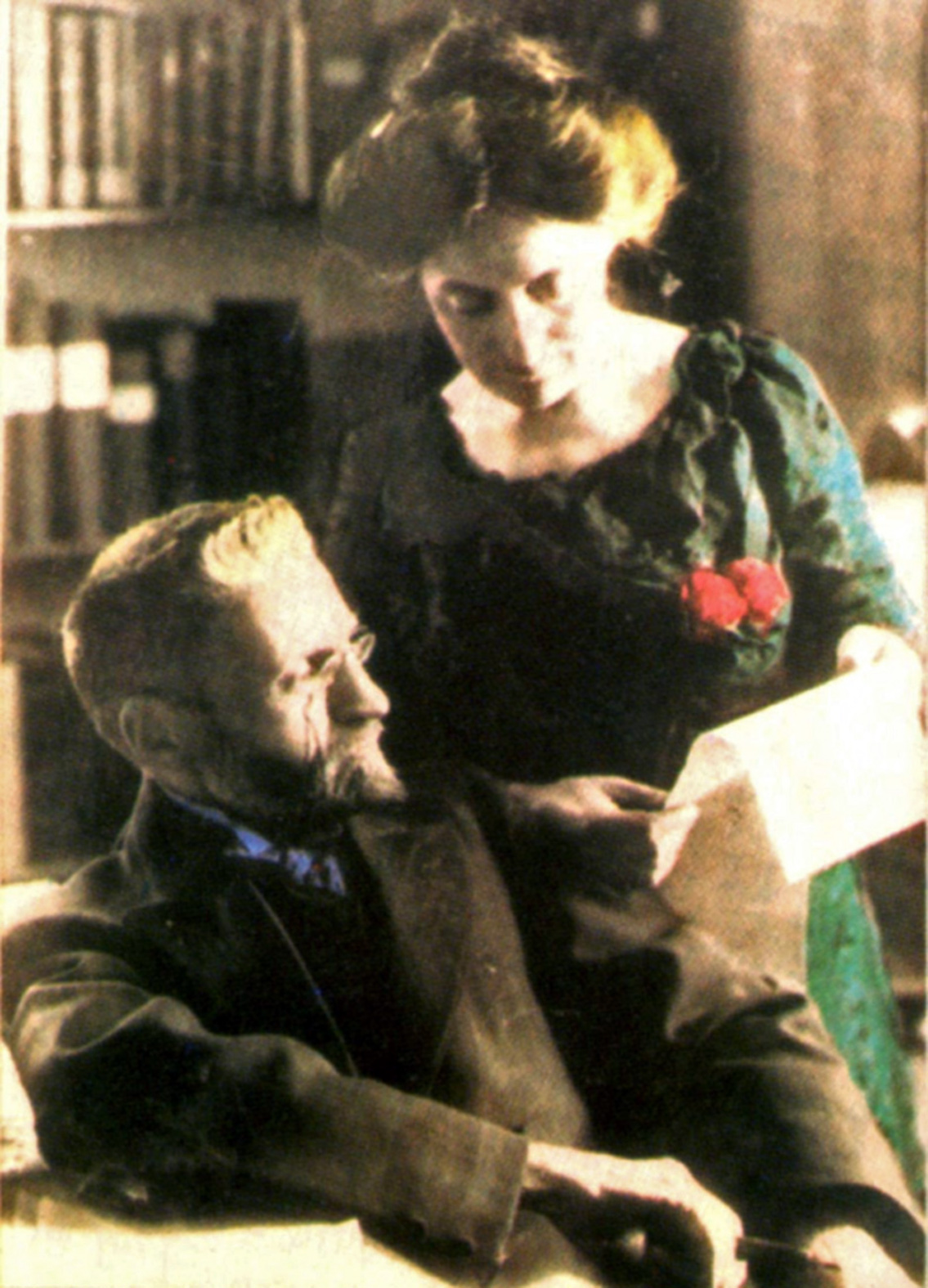
エリエゼル・ベン・イェフダーと2番目の妻ヘムダ、1912年

エリエゼル・ベン・イェフダーは、1858年1月7日、ロシア帝国ヴィリナ県のルジュキーという町（現在はベラルーシ領の北部）で生まれた。両親はハシディズム系のヘデルを運営しており、将来彼がラビになることを期待してイェシーバーで勉強させた。これは当時の東ヨーロッパのユダヤ人社会では通常のことであり、そこで彼は宗教的なものから世俗的なものまで、多くのヘブライ語文学に触れる。
ベン・イェフダーが5歳の時に父が死去、経済的な理由からベン・イェフダーは母の弟の元に送られ、イェシーバーでの教育を受け続けるが、14歳の時、ヘブライ語で書かれた世俗的な本を読んでいるのを見つけられ勘当される（当時、ヘブライ語は神の言葉であり、世俗的な言語として使用するのは冒涜であるという考えがあった）。ベン・イェフダーはヴィチェプスクのヨナス家に引き取られ、そこで一家の長女デボラからフランス語、ドイツ語、ロシア語を習う。その後、勉強を続けるため、ベン・イェフダーはダウガフピルスの学校に送られた。

### パリ留学
1878年、ダウガフピルスの学校を終えたベン・イェフダーは医学を学ぶため、パリのソルボンヌ大学に留学するが、そこで彼が最も関心を持ったのはヘブライ語のクラスであった。そのクラスではヘブライ語で授業が行われており、このことはヘブライ語を日常言語として復活させるというベン・イェフダーの決意を固めさせた。
パリ留学中、ベン・イェフダーはいくつかの論説をヘブライ語で発表し、ユダヤ人がイスラエルの地でヘブライ語を日常言語として使用する意義を説いた。1879年、ヘブライ語の月刊誌『夜明け』（השחר ,HaShachar）で、初めての政治的な論説『重要な質問』 （"שאלה נכבדה"）を発表し、「イスラエルの民（ユダヤ人）は、イスラエルの地でヘブライ語を使用すべきである、なぜなら共通の言語なしに民族は成り立たないからである」と述べた。その論説において彼は初めて、ペンネームとして「ベン・イェフダー」と署名した。
留学から3年後の1881年、ベン・イェフダーはパリでの医学の勉強を辞め、彼の理想を実現させるべくパレスチナに移住した。

### パレスチナへの移住
ベン・イェフダーはヨナス家の幼馴染デボラと結婚、エルサレム旧市街に粗末な部屋を借りてそこに居を構えた。ベン・イェフダーは、パレスチナで最初のヘブライ語新聞『ハヴァツェレット』（חבצלת ,Chavatzelet, 水仙の一種）で記事を書く仕事を得たが、そこでも彼は「ベン・イェフダー」の署名を使った。1884年、ヘブライ語に対する情熱から、ベン・イェフダーは自らヘブライ語新聞『ハツヴィ』（הצבי ,HaTzvi, カモシカの意）を発行し、自ら編集も行った。
ベン・イェフダーは、イスラエルの地にヘブライ語を日常言語に生まれ変わらせようと、疲れを見せることなく取り組んだ。ベン・イェフダーは、彼の異常なまでの情熱に対して文句を言う知り合いに対しても、「ヘブライ語を話しなさい、そうすれば不平も無くなるだろう」と述べた。1882年に生まれた彼の息子ベン・ツィオン（後にベン・アヴィ・イタマルと改名）は、家庭でヘブライ語を聞いて育ち、「ヘブライ語を母語とする最初の子供」となった。さらにベン・イェフダーは、「ハビーヴ小学校」（イスラエルで最初に作られた、ヘブライ語のみで授業を行う学校）のために教科書を執筆し、教壇にも立って子供を教えた。1890年、「ヘブライ語委員会」（後に「ヘブライ言語アカデミー」 Academy of the Hebrew Language に改編）が設立され、ベン・イェフダーはその代表に就任した。
1891年、妻デボラが結核により死去すると、デボラの妹で、新聞記者で作家のヘムダが、ベン・イェフダーの幼い子供たちの養育を手伝うようになった。1892年に2人は結婚し、その後ベン・イェフダーの活動は、彼女から多くの支援を受けることとなった。
ベン・イェフダーの活動は、シオニズム運動以前からパレスチナに居住していたユダヤ人達の怒りを買った。彼らは当時パレスチナを支配していたオスマン帝国の当局に対し、ベン・イェフダーは反乱を企てていると申し立てた。ベン・イェフダーは投獄されるが、彼に対してより穏健であった世論の後押しにより、短期間で釈放された。しかし、ベン・イェフダーとその新しい考え方に対する憎悪は弱まらず、シオニズム運動を代表するような人々までが、彼に対して抗議行動を行った。
1913年、パレスチナでのユダヤ人の教育制度における、新しく生まれ変わったヘブライ語の地位をめぐる論争、「言語戦争」が発生し、ベン・イェフダーもそれに巻き込まれた。この論争は、工科大学の設立資金を出資していたドイツのユダヤ人団体が、そこでの教育言語をドイツ語とするように求めたことに端を発し、パレスチナの他の教育施設にまで広がった。1914年2月、論争はヘブライ語支持者達の勝利に終わった。
ヘブライ語は次第にパレスチナのユダヤ人の中で主要な言語へと成長し、1919年、オスマン帝国に替わりパレスチナを治めていたイギリスの委任統治当局は、ヘブライ語をパレスチナにおける公用語の一つと宣言するに至った。
ベン・イェフダーは1922年12月16日に結核により死去、エルサレムのオリーブ山の頂に埋葬された。

## 業績

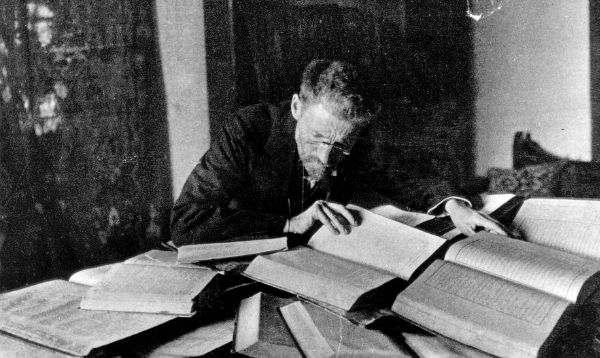
執筆中のエリエゼル・ベン・イェフダー

ベン・イェフダーがヘブライ語の復活のために行った活動は、多くの領域に広がるものである。
家庭でのヘブライ語の使用：ベン・イェフダーは家族に対し、家庭ではヘブライ語のみを使用するように厳しく要求したばかりでなく、他の家庭もこれに倣うように影響を与えようと試みた。家族の証言によると、彼の息子ベン・ツィオンは、4歳になるまで言葉をまったく話さず、デボラはこっそりと彼にロシア語を教えた。しかし、そのことを知ったベン・イェフダーが激しく怒ったため、ベン・ツィオンはヘブライ語を話すようになったという。また、子供達の成長に伴い、ベン・イェフダーは新しい単語を作り出だす必要に迫られた。

例：בובה（bubah, 人形）,גלידה（glidah, アイスクリーム）,אופניים（ofanaym, 自転車）等。その後、家庭でのヘブライ語の使用を受け入れた家族が4家族現れたが、それ以上にはなかなか広がらなかった。家族の証言では、1902年 －ベン・イェフダーがこの活動を始めてから20年後であるが― 彼の妻が、家庭でのヘブライ語の使用を受け入れた10番目の家族に、ケーキを焼いて持っていったとのことである。
ヘブライ語を用いたヘブライ語学習：ベン・イェフダーは、教育の場でもヘブライ語が使用されるべきであると主張した。彼自身短期間ではあるが、エルサレムのユダヤ人学校でヘブライ語で授業を行ったが、健康上の理由ですぐに辞任している。ヘブライ語でヘブライ語を教えるという考えは、後に第一アリヤ（シオニズム運動最初期の移民集団）世代の各入植地で徐々に受け入れられ、ヘブライ語の学校が設立された。

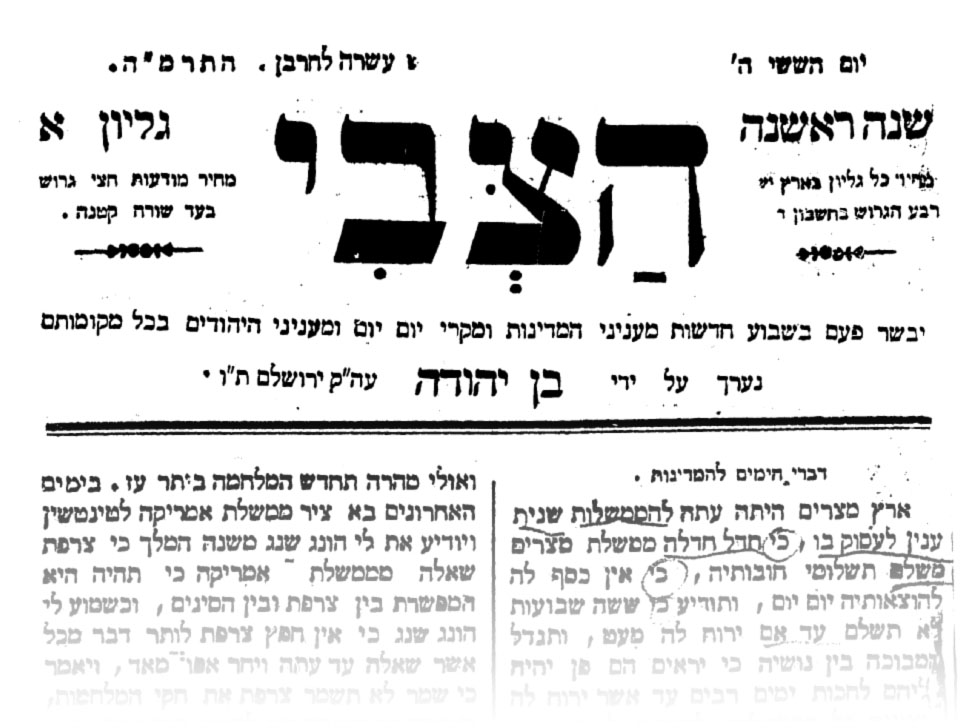
新聞『ハツヴィ』

新聞の発行：ベン・イェフダーがヘブライ語新聞『ハツヴィ』を発行したのは、ヘブライ語を日常的、現代的な文脈で使用する可能性を示すとともに、彼の考えを公の場で、特に若い人達に広めるためであった。また新聞の発行は、新たなヘブライ語の単語や様々な使用方法をもたらした。新聞の発行資金（購読料収入）は時間と共に減少した。これは、ベン・イェフダーの人を刺激するような性格と、彼が第一アリヤの人々に受け入れがたい立場をとっていたからであった。第一アリヤの入植地の多くは、フランスのユダヤ人慈善活動家、エドモント・ロスチャイルド男爵の購入した土地を譲り受けていた。ベン・イェフダーの支持する、パレスチナでのユダヤ人国家建設に対し、入植者の中にはロスチャイルドの支持するウガンダでのユダヤ人国家建設計画をそのまま支持する者が多かった。ベン・イェフダーが『ハツヴィ』で主張した立場は、その後第二アリヤ（第一アリヤ後の移民集団）の人々により創設された「青年労働者党」（הפועל הצעיר,HaPoel HaTzair, シオニズム運動の実現を目指す結社）に受け入れられ、彼らの中から出た新聞記者はヘブライ語の新しい文体を生み出した。
辞典の編纂：人々が使用可能なヘブライ語の膨大な語彙を示すため、ベン・イェフダーはヘブライ語辞典の編纂を行った。今日、その辞書は「ヘブライ語大辞典」あるいは「ベン・イェフダー辞典」として知られ、語彙には彼が生み出した多くの新語が含まれている。辞書はベン・イェフダーの生前には、第5巻まで刊行されたが、辞書の編纂作業は彼の遺志を引き継いだ者達により続けられ、1959年になってやっと完結し、全17巻から成る『ヘブライ語大事典』（מילון הלשון העברית הישנה והחדשה, 新・旧ヘブライ語辞典の意）が刊行された。
古い語彙の発掘と新しい語彙の創造：ベン・イェフダーは、ヘブライ語を復活させるにあたって、ヘブライ聖書やその他の古い文献から語彙を収集すると共に、古代では異なる意味で使われていた単語に、現代生活で必要となる新たな語義を与えて復活させた。

例：אקדח（ekdach, 「拳銃」、古代では「ざくろ石」）、 תשבץ（tashbetz, 「クロスワードパズル」、古代では「格子縞」）、מלט（melet, 「セメント」、古代では「きずな」）。

一方、ベン・イェフダー自身が新たに作り出した造語の数は300語を超えない。

例：מדרכה（madrachah, 「歩道」）、מברשת（mivreshet, 「ブラシ」）、 גלידה（glidah, 「アイスクリーム」）、רכבת（rakevet, 「汽車」）、等。

また、ベン・イェフダーが作り出した語の中には、実際に普及しなかったものもある。

例：בדורה（badurah, 「トマト」、現在は עגבניה, agvaniyah ）、 מקולית（makolit, 「レコードプレーヤー」、現在は פטיפון, patefon）、
 עמונות（amonut, 「民主主義」、現在は דמוקרטיה, demokratiyah）、פרקה（pirkah, 「（軍の）師団」、現在は אוגדה, ugdah）、 אבחמץ（avchemetz, 「酸素」、現在は חמצן, chamtzan）、 מדלק（madlek, 「マッチ」、現在は גפרור, gafrur）、等。

## 伝記
- ロバート・セント・ジョン著、島野信宏訳『ヘブライ語の父ベン・イェフダー』　ミルトス、2000年9月 ISBN 978-4-89586-143-4